# Райли, Эмбер
Эмбер Патрис Райли (англ. Amber Patrice Riley, родилась 15 февраля 1986 года в Лос-Анджелесе, Калифорния, США) — американская актриса и певица.

## Биография
Эмбер Райли родилась в 1986 году. У неё есть две старшие сестры. В 17 лет Райли проходила прослушивание для участия в конкурсе «American Idol», но не попала в шоу.
Широкую известность Эмбер принесла роль Мерседес Джонс в популярном сериале Райана Мерфи «Хор», которую она играла с 2009 по 2015 год. Вместе с другими актёрами сериала была удостоена «Премии Гильдии киноактёров» в категории «Лучший актёрский состав».

## Фильмография
| Год       |     | Русское название                | Оригинальное название      | Роль           |
| --------- | --- | ------------------------------- | -------------------------- | -------------- |
| 2002      | с   | St. Sass                        | St. Sass                   | Тоби           |
| 2009—2015 | с   | Хор                             | Glee                       | Мерседес Джонс |
| 2010      | мс  | Симпсоны                        | The Simpsons               | камео          |
| 2011      | док | Хор: Живой концерт в 3D         | Glee: The 3D Concert Movie | Мерседес Джонс |
| 2015      | ф   | Одно моё рождественское желание | My One Christmas Wish      | Джеки Тёрнер   |
| 2015      | ф   | Волшебник. Прямой эфир          | The Wiz Live!              | Аддаперл       |
| 2016      | с   | Чокнутая бывшая                 | Crazy Ex-Girlfriend        | призрак        |
| 2016      | ф   | Прямиком из страны Оз           | Straight Outta Oz          | Бренда         |
| 2018      | ф   | Нас не проведешь                | Nobody's Fool              | Калли          |
| 2019      | с   | Дамы шутят по-черному           | A Black Lady Sketch Show   | Лори           |
| 2019      | ф   | Русалочка. Прямой эфир          | The Little Mermaid Live!   | Эмси           |
| 2020      | ф   | Дурная слава                    | Infamous                   | Элль           |

## Награды и номинации
| Год  | Премия                          | Номинация                                                                       | Работа                 | Итог      |
| ---- | ------------------------------- | ------------------------------------------------------------------------------- | ---------------------- | --------- |
| 2010 | Gold Derby Awards               | Лучший актёрский состав                                                         | Хор                    | Номинация |
| 2010 | Премия Гильдии киноактёров США  | Лучший актёрский состав в комедийном сериале                                    | Хор                    | Победа    |
| 2010 | Teen Choice Awards              | ТВ-актриса: Похитительница сцены                                                | Хор                    | Номинация |
| 2010 | Teen Choice Awards              | Самые преданные фанаты (с другими актёрами сериала)                             | Хор                    | Номинация |
| 2011 | Teen Choice Awards              | ТВ-актриса: Похитительница сцены                                                | Хор                    | Номинация |
| 2011 | Премия Гильдии киноактёров США  | Лучший актёрский состав в комедийном сериале                                    | Хор                    | Номинация |
| 2011 | Грэмми                          | Лучшее вокальное поп-исполнение дуэтом или группой (с другими актёрами сериала) | Хор                    | Номинация |
| 2011 | NAACP Image Award               | Лучшая актриса второго плана в комедийном сериале                               | Хор                    | Номинация |
| 2012 | Премия Гильдии киноактёров США  | Лучший актёрский состав в комедийном сериале                                    | Хор                    | Номинация |
| 2012 | NAACP Image Award               | Лучшая актриса второго плана в комедийном сериале                               | Хор                    | Номинация |
| 2013 | Премия Гильдии киноактёров США  | Лучший актёрский состав в комедийном сериале                                    | Хор                    | Номинация |
| 2013 | NAACP Image Award               | Лучшая актриса в комедийном сериале                                             | Хор                    | Номинация |
| 2016 | Black Reel Awards               | Лучшая актриса второго плана в телефильме или мини-сериале                      | Волшебник. Прямой эфир | Номинация |
| 2017 | Премия Лоренса Оливье           | Лучшая женская роль в мюзикле                                                   | Девушки мечты          | Победа    |
| 2017 | Evening Standard Theatre Awards | Лучшая роль в мюзикле                                                           | Девушки мечты          | Победа    |